# 시로스카이
시로스카이(Shirosky, 본명: 윤하얀, 1988년 11월 6일 ~ )는 대한민국의 힙합 프로듀서이다. 시로스카이는 2010년 프로듀서 Pe2ny의 레이블을 통해 EP 앨범《The orbit》으로 데뷔한 이후, 2012년 MYK(현, 솔튼페이퍼)와 믹스테잎 《Adaptation》을 발표하였으며 2013년 3월에는 두 번째 EP 앨범 《From. earth》를 통해 활동을 재개하였다.
최근, 시로스카이는 기존 소속사였던 스나이퍼사운드로부터 독립하여 5번째 앨범 《The way home》을 발매하였으며 2015년 11월 9일에는 데뷔 5년만의 첫 정규앨범《La lecture》로 대중들의 사랑을 받았다. 현재 시로스카이는 한국 유일의 여성 재즈힙합 프로듀서 겸 디제이로서 국내외에서 활발한 활동을 펼치고 있으며 최근에는 공연기획자와 광고음악감독으로도 활약하고 있다. 2019년 1월 11일 EP앨범 《The Seed》를 발매하고 쇼케이스 전시를 열었다.

## 배경

### 출생 및 어린시절 (1988 ~ 2010)
시로스카이는 서울특별시에서 탤런트 윤성국의 2녀 중 막내로 태어났다. 랩 힙합음악을 좋아하여 어릴적부터 취미로 가사를 쓰고 컴퓨터 음악을 만들어왔다. 국민대학교 정치외교학과를 전공한 시로스카이는 전공을 살려 정치심리학을 공부하려는 계획을 가지고 있었으나, 21살 겨울 돌연 진로를 바꾸어 이듬해 프로듀서 Pe2ny의 레이블에 합류하게 되었고 2010년 11월에는 베이식, 리오케이코아, 저스디스 등이 참여한 데뷔앨범《The orbit》을 발매하며 한국 유일 여성 재즈힙합 프로듀서라는 타이틀 하에 힙합프로듀서로서의 본격적인 활동을 시작하게 된다.

### 스나이퍼사운드 (2011~ 2014)
시로스카이는《The orbit》발매 이후 MC 스나이퍼의 회사 스나이퍼사운드로 둥지를 옮겨 3년동안 활동하게 된다. 시로스카이는 스나이퍼사운드에서 활동하는 동안 2012년 MYK(솔튼페이퍼)와 함께 합작하여 영국에서 발매한 믹스테잎 《Adaptation》, 3번째 EP 앨범 《From Earth》(2013), 4번째 EP 앨범 《DOMINO》등을 발표하였고, 쇼미더 머니 1에서는 스나이퍼사운드의 일원으로서 로꼬, 손승연 이 참여한 <사랑했잖아>, <참피온> 등의 곡 작업에 참여하여 활동하기도 하였다. 스나이퍼사운드 멤버들의 음악을 프로듀싱하는 것 외에도 Basick의 <Do it(Feat.이노베이터)>, <Saturday Noon>, 미국 뮤지션 Awon의 <Chai Latte(Feat. Mini)> 등의 곡을 다수 프로듀싱하기도 하였다.

### 독립 및 디제이로서의 활약 (2015~)
시로스카이는 2015년 4월 본인의 싱글앨범 《The way home》을 발매하며 '2014년 가을 스나이퍼사운드와의 전속계약이 종료되었고, 당분간 프로듀서 겸 디제이도 독자적인 활동을 펼쳐나가 볼 것'이라고 알렸다. 그 후 네이버 광고음악, ZITO와 함께한 DJ juice의 컴필리에이션 음반 등의 작업들로 계속 음악작업을 이어감과 동시에 각종 파티와 행사 및 공연장에서 플레이어 형 디제이로서 활발하게 활동하던 그녀는 2015년 가을, 데뷔 5년 만의 정규앨범을 발매하게 되면서, 힙합팬과 대중들 사이에서 큰 화제가 되었다.

### 정규앨범 《La lecture》(2015)
시로스카이가 2015년 11월 9일 발매한 정규앨범 《La lecture》는 르느와르의 작품 <책 읽는 소녀>를 모티프로 삼아 만들어진 그녀의 첫 독립 정규앨범이며 발매 이후, 평단과 대중들의 큰 호평을 받으며 많은 사랑을 받았다. 피쳐링 진으로는 Pe2ny를 포함해 MC META, DJ Schedule1, 지조, 롱디, DJ Juice, 49ers 등이 있으며 일리닛 또한 작사자로 함께 참여해주었다. 타이틀곡은 밴드 만쥬한봉지가 참여한 <Tie-Dye>로 시로스카이 특유의 감성미와 보컬 만쥬의 보이스가 잘 드러나는 곡이다. 그 외에 MYK가 참여한 <Empyrean>, 친구로부터 모티프를 받아 만들어진 연주곡 <I'll Remember April>, <From Earth> 등의 연주곡은 프로덕션 크루 블락헤즈랩과의 콜라보레이션으로 화려한 영상미가 더해져 발매전부터 큰 화제가 되었으며, 앨범자켓 및 앨범 아트웍은 시로스카이의 프랑스인 팬이자 아티스트 Yannick Candin이 참여하여 '좋은 시간에 만들어진 가장 행복한 아름다움'이라는 본 앨범의 모토가 더욱 더 돋보이게 되었다.